# Moosbach (Fichtenberger Rot)
Der Moosbach ist ein etwa 4 km langer, südostwärts fließender Bach im Gemeindegebiet von Mainhardt im Landkreis Schwäbisch Hall im nördlichen Baden-Württemberg, der an der Mainhardter Traubenmühle von links in den dortigen Mühlkanal links neben der Fichtenberger Rot mündet.

## Name
Auf dem längeren oberen Abschnitt wird der Bach, wie auch sein rechter Quellast, Moosbach genannt, am Unterlauf dann Sägmühlebach. Die amtliche Gewässerkarte führt ihn als Sägmühlebach (Moosbach).

## Geographie

### Quelle und Verlauf
Der Moosbach entfließt neben der B 14 im Ortsbereich von Mainhardt  auf etwa 486 m ü. NHN dem Lammsee und fließt in begradigtem Lauf zunächst durch eine sehr flache Wiesenmulde des Gewanns Hanfsee in ostsüdöstliche Richtung.
Nach etwa 0,5 km überquert ihn ein asphaltierter Feldweg, der auf der Trasse des früheren Limes verläuft. Danach dreht er leicht nach Südosten und fließt zwischen zwei sich berührenden Waldstücken hindurch, deren rechtes ebenfalls Moosbach heißt. Gleich darauf erreicht ihn in einer feuchten Wiesenmulde sein rechter, ebenfalls Moosbach genannter Quellast. Bald überquert ihn erneut ein Feldweg, er entwickelt inzwischen eine stärker profilierte Talmulde und nimmt von links einen weiteren Grabenzufluss aus Richtung Bäumlesfeld auf, wonach er in einen ihn forthin beständig wenigstens einseitig begleitenden Muldenwald eintritt und nach etwas über 1,5 km den 0,8 ha großen Töbelsee durchfließt. In diesem erreicht ihn von rechts ein weiterer Zufluss aus dem Buchwald.
Nach knapp 2,5 km passiert er die Gehöftgruppe Württemberger Hof, die auf einem kleinen Geländepodest auf seiner Linken sitzt. Hier tritt die K 2587 von rechts über eine kleine Steige ins Tal und quert ihn nach Westen zu in Richtung des Weilers Mönchsberg. Nach knapp drei Kilometern speist er einen weiteren, kleineren Teich. Der Moosbach ist inzwischen fast 40 m gegenüber der umgebenden Hochebene eingetieft, der begleitende Wald zieht sich nun aus seiner Mulde beidseits bis an die Hügelkämme hinauf, rechts liegt das Waldgewann Schlüsselhart, links das Waldgewann Brenntenholz. Ab dort wird er selbst Sägmühlebach genannt.
Nach etwas über 3,5 km unterhalb seines Ursprungs mündet von links das Krebsbächle ein, sein längster beständig wasserführender Nebenfluss. Nach insgesamt 4,0 km erreicht er an der Mainhardter Traubenmühle von links die Talmulde der Fichtenberger Rot und mündet auf etwa 395 m ü. NHN in den dortigen linksseitigen Mühlkanal zu dieser, der sogleich in die Richtung des Moosbachs abknickt und etwa hundert Meter weiter in die Fichtenberger Rot zurückfließt.

### Einzugsgebiet
Der Moosbach hat ein 4,9 km² großes Einzugsgebiet, das naturräumlich in Gänze im Unterraum Hinterer Mainhardter Wald der Schwäbisch-Fränkischen Waldberge liegt. Sein mit etwa 499 m ü. NHN höchster Punkt liegt an der nördlichen Wasserscheide bei Wasserturm südlich von Mainhardt-Stock.
Jenseits dieser bedeutendsten Wasserscheide, die sich in teils etwas südlichem Abstand von der B 14 von nahe dem Lammsee in Mainhardt im Westen bis wenig nach dem Wasserturm zieht, entwässert die Brettach den anderen Hang zum unteren Kocher. Die anschließende nordöstliche Wasserscheide durchzieht Maingardt-Hütten und läuft bis in den Wald um den Winkelberg, das dort außen anliegende Gebiet wird vom Rötenbach unterhalb des Moosbachs zur Fichtenberger Rot entwässert, die den mittleren Kocher speist.
Im Südosten zwischen Rötenbach- und Moosbach-Mündung gibt es außerhalb keine bedeutenden Zuflüsse zur Rot. Oberhalb der Moosbach-Mündung konkurriert im Südwesten der Kümmelsbach zu ihr. Ganz im Nordosten schließlich, wieder im Ortsbereich von Mainhardt, führt der Stammbach den Abfluss der anderen Seite noch höher zur Fichtenberger Rot.
Bach wie Einzugsgebiet liegen zur Gänze auf dem Gebiet der Gemeinde Mainhardt, darin zum überwiegenden Teil auf Hüttener Gemarkung; nur der äußerste Nordwesten liegt auf Mainhardter Gemarkung.

### Zuflüsse und Seen
Liste der Zuflüsse und  Seen von der Quelle zur Mündung. Gewässerlänge, Seefläche, Einzugsgebiet und Höhe nach den entsprechenden Layern auf der Onlinekarte der LUBW. Andere Quellen für die Angaben sind vermerkt.
Ursprung des Moosbachs in Mainhardt. Der Bach fließt durchweg etwa südöstlich.
- Entfließt auf etwa 486 m ü. NHN dem Lammsee, etwas unter 0,2 ha.
- Moosbach, rechter Oberlauf von Westen auf 469,7 m ü. NHN[LUBW 8] vor der Ostspitze des Waldkeils Moosbach, 0,8 km und ca. 0,4 km². Entsteht auf etwa 472 m ü. NHN im Wiesengewann Brennt.
- (Graben bei Bäumlesfeld), von links und Ostnordosten auf etwa 468 m ü. NHN kurz vor dem folgenden, ca. 0,4 km[LUBW 9] und wenig über 0,2 km². Entsteht auf etwa 480 m ü. NHN wenig nördlich von Mainhardt-Bäumlesfeld. Zunächst unbeständig.
  -  Durchfließt auf etwa 473 m ü. NHN den Töbelsee am Gewann Brunnenwiesen westlich von Bäumlesfeld, über 0,1 ha.
- Durchfließt auf etwa 468 m ü. NHN den Töbelsee im Waldgewann Töbel südwestlich von Bäumlesfeld, 0,8 ha.
- (Bach aus dem Buchwald), von rechts und Westen im Töbelsee, ca. 0,8 km[LUBW 9] und unter 0,3 km². Entsteht auf etwa 482 m ü. NHN im Buchwald etwas westlich der Limeslinie.
- Durchfließt auf etwa 443 m ü. NHN einen Teich am Übergang zum geschlossenen Wald zwischen Brenntenholz links und Schlüsselhart, über 0,2 ha.
- Krebsbächle, von links und Nordnordwesten auf etwa 407 m ü. NHN im Wald einen halben Kilometer nordwestlich der Traubenmühle, 1,5 km und ca. 1,7 km². Entsteht auf etwa 481 m ü. NHN im Flurgewann Haselmahd wenig östlich von Mainhardt-Zimmerhaus.
  - (Anderer Quellast), von links und Ostnordosten auf etwa 475 m ü. NHN am Beginn der Waldinsel in der Seeklinge, 0,4 km[LUBW 9] und unter 0,2 km². Entsteht auf etwa 482 m ü. NHN am Westrand von Mainhardt-Hütten.
  -  Durchfließt auf etwa 462 m ü. NHN einen Teich nach der Waldinsel, 0,2 ha.
  - (Zufluss aus Richtung der Mitte von Hütten), von links und Nordosten auf etwa 455 m ü. NHN, unter 0,3 km[LUBW 9] und ca. 0,2 km². Entsteht auf etwa 472 m ü. NHN am Westrand von Hütten.
  - Scheitergraben, von links und Ostnordosten auf etwa 420 m ü. NHN, 1,6 km und ca. 0,6 km². Entsteht auf etwa 487 m ü. NHN am Ostrand des Flurgewanns Platte zum bewaldeten Winkelberg.

Mündung des nun Sägmühlebachs genannten Moosbachs von links und Nordwesten auf 395 m ü. NHN bei Mainhardt-Traubenmühle in den dortigen Mühlkanal links der Fichtenberger Rot, der gut hundert Meter weiter in diese zurückfließt. Der Bach ist 4,0 km lang und hat ein 4,9 km² großes Einzugsgebiet.

### Ortschaften
Der Moosbach läuft nur die ersten paar hundert Meter im Weichbild von Mainhardt (Siedlungsplätze Waspenhof und Neuwirtshaus). Danach ist die Talmulde bis zur Mündung bei der Traubenmühle siedlungsfrei. Rechts über der oberen linken Talkante liegt der Württemberger Hof, er und alle weiteren zum Moosbach entwässernden Ortschaften gehören zur Teilgemarkung Hütten, es sind dies ein Teil von Hütten selbst sowie die kleineren Siedlungsplätze Bäumlesfeld und Zimmerhaus.

## Geologie
Der Moosbach beginnt seinen Lauf im Stubensandstein (Löwenstein-Formation)  und verbleibt über die Hälfte seines Laufes darin bis etwa zum Württemberger Hof. Dort erreicht er die Oberen Bunten Mergel (Mainhardt-Formation), etwa ab dem kleineren See talab davon den Kieselsandstein (Hassberge-Formation). Bald wechselt er in die Unteren Bunten Mergel (Steigerwald-Formation).  Etwa vom Zufluss des Krebsbächles an bis zur Talmündung ins Rottal liegen beidseits auf den Hängen im Verband abgerutschte Schollen.
Am zumündenden Krebsbächle folgen bis zum Zusammenfluss dieselben Schichten aufeinander, während die vorigen Zuflüsse wie der überwiegende Teil des Einzugsgebietes im  Stubensandstein liegen. Im Bereich des Töbelsees wird eine in der Muldenlinie des aus dem Buchwald mündenden Bachs ziehende Störung vermutet.

## Natur und Umwelt

### Landschaft
Der Moosbach fließt im Oberlauf durch eine flache und feuchte Wiesenmulde, anfangs links begleitet von einem Gewerbegebiet, in dem später zuweilen Waldzungen bis ans Ufer reichen. Am Mittellauf liegt er in einem kleinen Taltrog, den Galeriewald füllt. Unterhalb des Württemberger Hofes tritt er als Klingenbach in ein geschlossenes Waldgebiet ein.
Im Einzugsgebiet überwiegt die offene Flur, die vom zentralen Waldgebiet um den Buchwald herum in zwei Inseln geteilt wird. In der kleineren nordwestlichen am Südostrand Mainhardts gibt es fast nur Wiesen, in der größeren um Hütten im Osten überwiegen diese weniger deutlich gegenüber den Feldern. Im Norden auf einem vom Wasserturm nach Osten verlaufenden kleinen Höhenrücken (Gemarkungsname Alte Äcker) findet man viele Äcker, südlicher um Bäumlesfeld und weiter südlich zwischen dem Württemberger Hof im Westen und Hütten im Osten sporadisch.
In den Wäldern des mittleren Einzugsgebietes wie denen beidseits des Unterlaufs dominiert der Nadelwald, gefolgt vom Mischwald; reiner Laubwald kommt fast gar nicht vor.

### Schutzgebiete
Am rechten, ebenfalls Moosbach genannten Quellast zwischen den Waldstücken Moosbach im Norden und Buchwald im Süden steht die rechte Muldenhälfte als Streuwiese (Magerwiese) unter Biotopschutz und ist Naturdenkmal, eine diesem von Süden noch westlich der Limeslinie aus dem Buchwald zulaufende Mulde ist Feuchtbiotop. Nahebei liegt auch ein kleiner Sumpf in der Flur. An der Südostspitze des größeren Waldgebietes zur Linken des Baches zwischen dem Töbelsee im Süden und der B 14 im Norden sind ein wenige Ar großer Waldtümpel samt dem von Nordosten kommenden Zulauf als Biotop geschützt.
An der Mündung des Moosbachs in den Töbelsee stehen rund 0,7 ha Bruchwald unter Biotopschutz, ungefähr dieselbe Fläche ist auch Naturdenkmal. Weiter talabwärts sind 2,4 ha vom Württemberger Hof ab bis zum Teich etwa 0,5 km unterhalb Bachauenwald. Der Talgrund in der Keuperklinge abwärts von diesem Teich im geschlossenen Klingenwald ebenso wie der Waldabschnitt des zulaufenden Krebsbächles haben mit zusammen 5 ha die größte Ausdehnung unter allen Flächen unter Biotopschutz im Einzugsgebiet. An der Südspitze von Hütten gibt es eine geschützte Orchideenwiese.
Links des Oberlaufs liegt zumeist im Wald ein Wasserschutzgebiet. Das gesamte Einzugsgebiet gehört zum Naturpark Schwäbisch-Fränkischer Wald.

### LUBW
Amtliche Online-Gewässerkarte mit passendem Ausschnitt und den hier benutzten Layern: Lauf und Einzugsgebiet des Moosbachs

Allgemeiner Einstieg ohne Voreinstellungen und Layer: Daten- und Kartendienst der Landesanstalt für Umwelt Baden-Württemberg (LUBW) (Hinweise)
1. 1 2  Im Ortsbereich von Mainhardt heißt eine parallel laufende Straße Am Moosbach. Nach dem Layer Liegenschaften und Gewässer tragen
  - das Waldstück zwischen den beiden Quellästen und
  - das Waldstück westlich des Sees nach dem Württemberger Hof am Eintritt in das Brenntenholz

beide den Namen Moosbach.
Auf dem LayerWMS BW DTK25 von:
  - Geoportal Baden-Württemberg (Hinweise)

steht am Bachlauf in blauer Farbe
  - zwischen dem durchlaufenen Töbelsee und dem Württemberger Hof die Bezeichnung Moosbach
  - nach dem See  am Eintritt in das Brenntenholz die Bezeichnung Sägmühlebach.

In beiden zugehörigen Datensätzen der LUBW (Layer Gewässernetz (AWGB) und Gewässername) wird er durchgehend als Sägmühlebach (Moosbach) benannt.
2. 1 2  Name Lammsee nach fernmündlicher Auskunft der Mainhardter Gemeindeverwaltung und zahlreichen Erwähnungen im Internet anlässlich von dort abgehaltenen Veranstaltungen. Der Namen Fenersee, den der Layer Stehende Gewässer nennt, ist höchstwahrscheinlich eine Fehlschreibung für die generisch-funktionale Bezeichnung Feuersee, die sich etwa als Beschriftung auf
  - Meßtischblatt 6923 Sulzbach an der Murr von 1931 in der Deutschen Fotothek

findet.
3. 1 2 3 4 5  Höhe nach dem Höhenlinienbild auf dem Hintergrundlayer Topographische Karte.
4. 1 2  Länge nach dem Layer Gewässernetz (AWGN).
5. 1 2  Einzugsgebiet nach dem Layer Basiseinzugsgebiet (AWGN).
6. ↑  Seefläche nach dem Layer Stehende Gewässer.
7. ↑  Einzugsgebiet abgemessen auf dem Hintergrundlayer Topographische Karte.
8. ↑  Höhe nach grauer Beschriftung auf dem Hintergrundlayer Topographische Karte.
9. 1 2 3 4  Länge abgemessen auf dem Hintergrundlayer Topographische Karte.
10. ↑  Schutzgebiete nach den einschlägigen Layern, Natur teilweise nach dem Layer Biotop.

### Andere Belege
1. ↑  Wolf-Dieter Sick: Geographische Landesaufnahme: Die naturräumlichen Einheiten auf Blatt 162 Rothenburg o. d. Tauber. Bundesanstalt für Landeskunde, Bad Godesberg 1962. → Online-Karte (PDF; 4,7 MB)
2. ↑  Geologie nach den Layern zu Geologische Karte 1:50.000 auf: Mapserver des Landesamtes für Geologie, Rohstoffe und Bergbau (LGRB) (Hinweise). Ein ähnliches Bild bietet die unter → Literatur aufgeführte geologische Karte.